# Philoscia lubricata
Philoscia lubricata är en kräftdjursart som beskrevs av Gustav Budde-Lund 1894. Philoscia lubricata ingår i släktet Philoscia och familjen Philosciidae. Inga underarter finns listade i Catalogue of Life.